# St-Médard (Saint-Marc-le-Blanc)

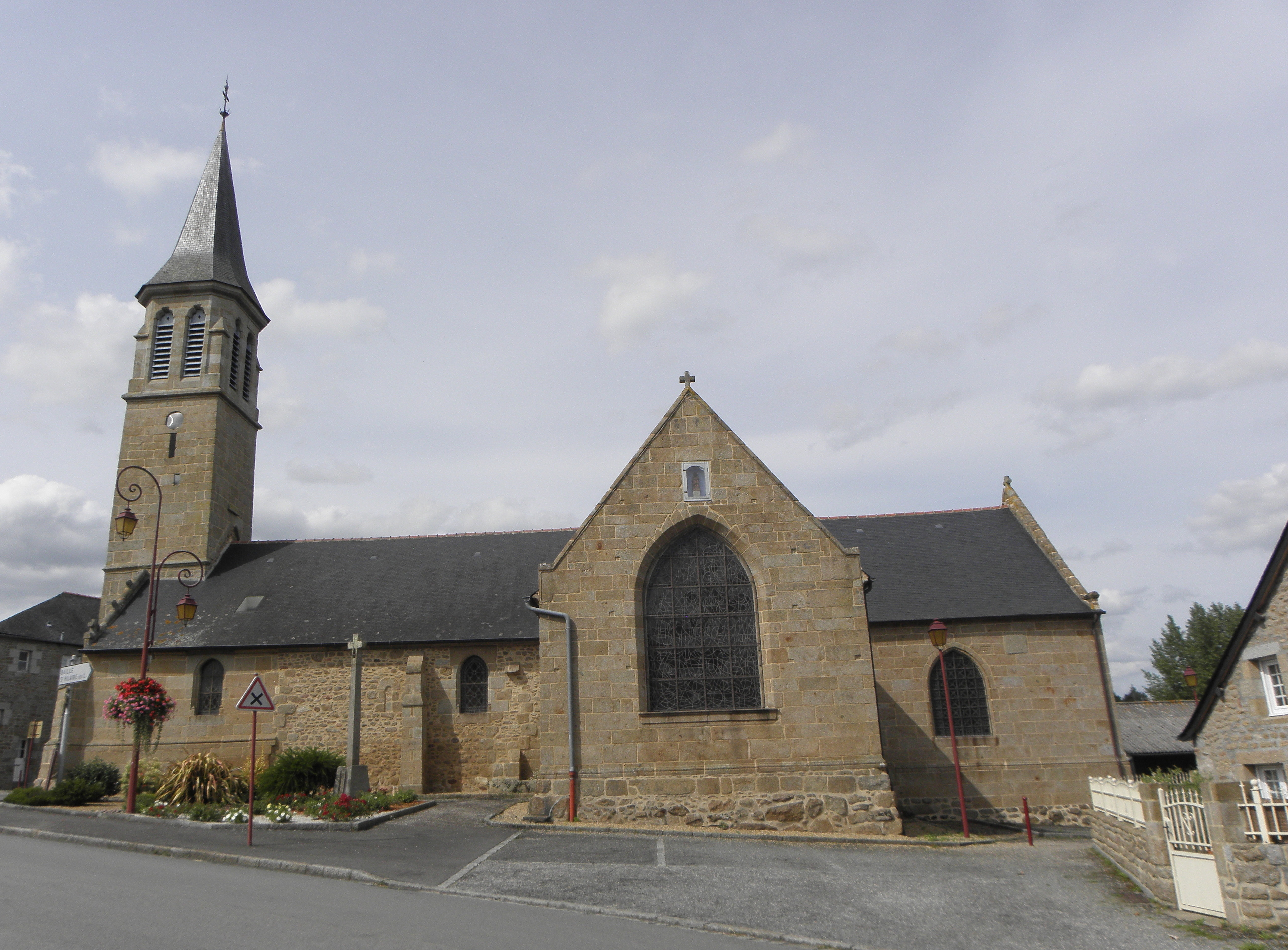
Kirche St-Médard in Saint-Marc-le-Blanc

Die katholische Pfarrkirche St-Médard in Saint-Marc-le-Blanc, einer französischen Gemeinde im Département Ille-et-Vilaine in der Region Bretagne, wurde ursprünglich im 12. Jahrhundert errichtet.
Die dem heiligen Medardus von Noyon geweihte Kirche besitzt aus der Zeit der Romanik noch Teile des Kirchenschiffs. Die Westfassade und das nördliche Querhaus stammen aus dem 15. Jahrhundert. Die an der nördlichen Seite angebaute Kapelle des Grundherrn aus dem 17. Jahrhundert wurde zur Sakristei umgebaut. Der Chor und das südliche Querhaus wurden 1661 erneuert.
Die Spitze des Glockenturms stammt aus dem Jahr 1855.